# 京楽産業.

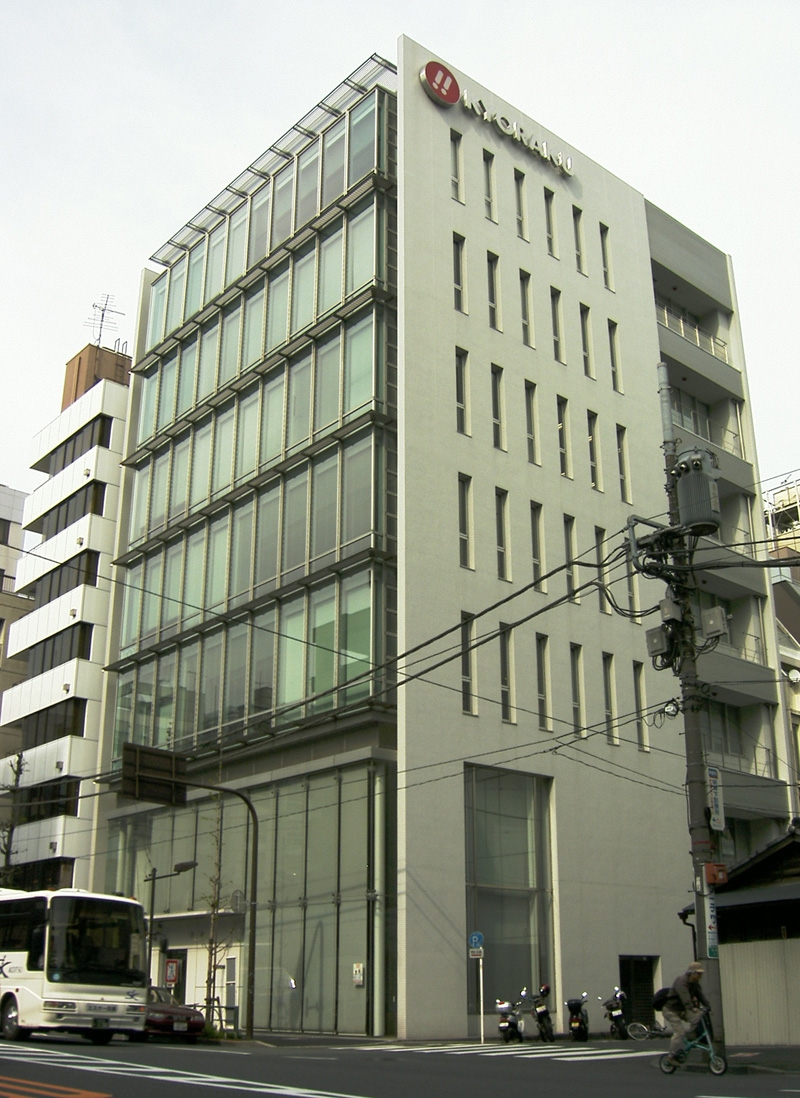
京楽産業.東京支店（東京都千代田区外神田）

京楽産業.株式会社（きょうらくさんぎょう、KYORAKU）は、愛知県名古屋市天白区中砂町に本社（登記上の本店も同じ）を置くパチンコ・パチスロメーカーである。社名の後ろに小さい点「.」（ドット）が付くが、誤植ではなく正式名称である。

## 概要
戦後に使用されず放置されていたガラス板を見た創業者の五十君が、これを用いて娯楽機を作れるとひらめき、1952年にパチンコ台の製造を目的に京楽遊機製作所を創業。会長職に就任した五十君が、仲間の榎本と共に法人改組し、1961年（昭和36年）に京楽産業株式会社を設立。2006年8月25日付で社名に「.」の入る現社名へ商号変更した（その理由について会社側からの説明はない）。
会社ロゴマークの「!!」には「もっと驚きを（モアサプライズ）」という意味が込められている。吉本興業と資本業務提携しており吉本興業の主要株主の一つである。
アニメーションや特撮、アイドル、人気ドラマや映画等の幅広い認知度を持つ作品等をテーマにしたパチンコ台の製造に力を入れている。その一方で、近年は少なくなったが、羽根モノタイプや権利物タイプなどの、いわゆる「平台」機種の開発・発売も行っている。
テレビCMを積極的に放映しており、特に力を入れる新機種のCMは導入前後に放映される。またYouTubeで公式チャンネルを開設し、自社製造のパチンコ・パチスロ機を使った実践動画を更新している。
本社のある名古屋市内では、グループ会社によるパチンコチェーン店「サンシャインKYORAKU」の経営も行っており、京楽産業. の新機種が全国デビューに先駆けて1ヶ月ほど前から大量に先行導入（ロケテスト）される。これら直営ホールの中でも特に錦三丁目にある「サンシャインKYORAKU 栄」には、商業施設や飲食店、シースルー観覧車などが併設されている。
なお、同じ愛知県内でパチンコチェーン店「京楽会館」を展開する「京楽グループ」とは資本・人的関係はない。

## 沿革
- 1952年（昭和27年） - 京楽遊機制作所を創業、名古屋市中川区に工場を設置[1]。
- 1961年（昭和36年）
  - 7月25日 - 会社設立登記。
  - 8月1日 - 京楽産業株式会社を設立[1]。
- 2000年（平成12年） - 現在のCIマークを制定。
- 2006年（平成18年）8月25日 - 商号を京楽産業.株式会社（社名末尾に「.」が入る）に変更。
- 2008年（平成20年）2月7日 - フィールズとの業務提携を発表。
- 2009年（平成21年）2月1日 - 吉本興業との合弁会社として、KYORAKU吉本.ホールディングス株式会社を設立。
- 2013年（平成25年）
  - 5月 - 初のパチスロ機「ぱちスロAKB48」を発表[4][5]（導入は同年7月16日から）、パチスロ市場に新規参入。
  - 11月 - 設計部門を分離独立し、KYORAKU AMAZE MAGICS株式会社を設立。
- 2025年（令和7年）2月20日 - 登記上の本店所在地を、名古屋市中区錦3丁目24番4号から、本社所在地（天白区中砂町185番地）へ移転[3]。

## グループ会社
以下の子会社を有する。
株式会社京楽産業ホールディングス
ゲームメーカーとして設立。2012年時点では京楽産業.をはじめとする総合エンタテインメント企業グループの持株会社としてグループの経営管理及び著作権、著作隣接権、工業所有件、ノウハウその他の知的財産権の管理などを行っている。
株式会社オッケー.
1983年に株式会社まさむら遊機として設立。2005年発売の「CR岡本夏生の幻の雀神麗華」以降新機種を発表していなかったが、2011年10月に現社名に変更し、フィールズとのコラボレーションブランドとして2012年秋に「CR新世紀ぱちんこ攻殻機動隊 STAND ALONE COMPLEX」を発売。
SUN SUN SUN株式会社
2011年、株式会社まさむら遊機として設立（上記のオッケー.とは別法人）、2019年に現商号に変更。パチスロ機の製造・販売を行っている。
京楽ピクチャーズ.株式会社
2008年、株式会社サクセスアミューズメントとして設立。同年、株式会社紅丸に社名変更。2011年、株式会社ゼクシスを吸収合併し、京楽ピクチャーズ．株式会社に社名変更。パチンコ・パチスロ遊技機向け映像の企画、開発および、その他映像制作全般、液晶表示装置の開発を行っている。
ニッコウ電機株式会社
パチンコ・パチスロ遊技機の電子部品の製造を行っている。
株式会社京楽
パチンコ周辺機器の開発、販売や、パチンコ店「サンシャインKYORAKU」の経営を行っている。
京楽エンタテインメント・リテイルズ株式会社
2003年設立（京楽栄開発株式会社）。SUNSHINE SAKAEの管理・運営を行っている。子会社に2011年10月31日まで、SKE48のメンバーが所属し、SKE48の運営も行っていたピタゴラス・プロモーションがある。
株式会社リイカ
スマートフォンを中心としたゲームの企画・開発・運営。WEBページの制作・運営。
KYORAKU吉本.ホールディングス株式会社
芸能プロダクション・番組制作会社。吉本興業との合弁会社（当社80%出資）。
株式会社ダックスプロダクション
アニメーション作品の音響制作。ドラマCD等の音響制作。実写・アニメ・人形アニメ等の映像制作。教育系映像作品の企画・制作。イベントの企画・制作。スタッフ協力。

### 過去のグループ会社
KYORAKU AMAZE MAGICS株式会社
パチンコ・パチスロの筐体および部品の企画開発を行っていた。2023年4月、京楽ピクチャーズ.に吸収合併され解散。

## パチンコ機種

### 旧要件機（主要機種）
- 1986年 - サンダッシュスカーレット
- 1985年 - サンスカーレット
- 1989年 - ダービー
- 1990年 - フェアリー（一発台）
- 1991年 - 遊ぶんジャー（初の液晶搭載機）、ニュートランプカード2（業界初のスーパーリーチ採用機種）
- 1992年 - たぬ吉君2、宝島、CRフラワーショップ（初のCR機）
- 1993年 - ピンボール
- 1995年 - お竜さん
- 1996年 - 玉ちゃんファイト
- 1997年 - CR華観月（田川寿美の歌が流れる）
- 1999年 - CRC.C.ガールズ
- 2000年 - CRタヌ吉2000
- 2001年 - CR必殺仕事人（ハンドル部にバイブレーター機能「P-vib」を初搭載）
- 2002年 - CRグラディエーター（石井竜也プロデュース）
- 2003年 - CR黒ひげ危機一発、CRジュラシック・パーク（チャンスボタンを初搭載）、CR必殺仕事人激闘編（この機種を最後に「P-vib」を廃止）、がんばれ丸ちゃん（丸山茂樹がモチーフ）
- 2004年 - CR仮面ライダー、CRぱちんこイエローキャブ

### 2004年改正規則準拠機
| 機種名                                                       | 発売年月   | 備考                                                                       |
| ------------------------------------------------------------ | ---------- | -------------------------------------------------------------------------- |
| CRぱちんこ沖縄                                               | 2005年3月  | 初の新要件機、3面ドラム採用、ボルケーノ枠                                  |
| CRぱちんこハイサイ                                           | 2005年3月  | CRぱちんこ沖縄の確変5回セット版                                            |
| CRぱちんこウルトラセブン                                     | 2005年5月  | 新枠「ビッグバン」初採用、バトルスペック                                   |
| CRぱちんこスカイボート                                       | 2005年6月  | 普通機タイプ                                                               |
| CRぱちんこ水戸黄門                                           | 2005年9月  |                                                                            |
| CRぱちんこ冬のソナタ                                         | 2006年3月  |                                                                            |
| CRぱちんこたぬ吉くん                                         | 2006年5月  | 直撃大当たり搭載の羽根モノタイプ                                           |
| CRぱちんこチェッカーズ                                       | 2006年6月  | 初のハネデジスペック発売                                                   |
| CRぱちんこJAWS                                               | 2006年7月  | バトルスペック                                                             |
| CRぱちんこ華王美空ひばり                                     | 2006年9月  |                                                                            |
| CR羽根ぱちんこウルトラセブン                                 | 2006年11月 | 直撃大当たり搭載の羽根モノタイプ                                           |
| CRぱちんこウルトラマン                                       | 2006年12月 | バトルスペック                                                             |
| CRぱちんこアタックNo.1                                       | 2007年2月  |                                                                            |
| CRぱちんこ歌舞伎剣                                           | 2007年3月  | ハネデジ専用機、バトルスペック                                             |
| CRぱちんこ必殺仕事人III                                      | 2007年5月  | 新枠「スタジアム」初採用、ハンドル部に「P-フラッシュ」を初搭載             |
| CRぱちんこまことちゃん                                       | 2007年6月  | 権利物タイプ、ハネデジ専用機、ビッグバン枠                                 |
| CRぱちんこ仮面ライダー ショッカー全滅大作戦                  | 2007年7月  | バトルスペック                                                             |
| CRぱちんこ黒ひげ危機一発2                                    | 2007年10月 | ハネデジ専用機、バトルスペック                                             |
| CRA羽根ぱちんこ水戸黄門                                      | 2008年2月  | 直撃大当たり搭載の羽根モノタイプ                                           |
| CRぱちんこラッキークラウン                                   | 2008年2月  | 普通機タイプ                                                               |
| CRぱちんこ冬のソナタ2                                        | 2008年4月  | 仕事人シリーズ以来のスタンダードタイプ、ハンドル部に「P-サイレン」を初搭載 |
| CRぱちんこ必殺仕事人III桜バージョン                          | 2008年5月  | CRぱちんこ必殺仕事人IIIのマイナーチェンジ版                                |
| CRぱちんこアバンギャルド                                     | 2008年7月  |                                                                            |
| CRぱちんこキン肉マン                                         | 2009年2月  | 進化系ぱちんこ第1弾。                                                      |
| CRスロぱちんこグラディエーターエボリューション               | 2009年3月  | 進化系ぱちんこ第2弾。9面ドラム&透過液晶を搭載。                            |
| CRぱちんこおぼっちゃまくん                                   | 2009年5月  | タッチセンサー搭載。                                                       |
| CRぱちんこ天国の階段                                         | 2009年9月  | CRぱちんこ冬のソナタに続く韓流パチンコ第3弾。                              |
| CRぱちんこ仮面ライダーMAX Edition                            | 2009年10月 | フルスペックのST搭載機。                                                   |
| CRAぱちんこ必殺仕事人III 祭バージョン                        | 2009年11月 | CRぱちんこ必殺仕事人IIIの後継機。ハネデジST搭載。                          |
| CRぱちんこ爽快美空ひばり不死鳥伝説                           | 2009年12月 | CRぱちんこ華王美空ひばりの後継機。                                         |
| CRびっくりぱちんこあしたのジョー                             | 2010年2月  | ミドルスペックST搭載機。                                                   |
| CRAびっくりぱちんこ必殺仕事人III 竜バージョン15              | 2010年4月  | 祭バージョンのマイナーチェンジ版。15R大当りを搭載。                        |
| CRびっくりぱちんこ爽快水戸黄門2                              | 2010年8月  |                                                                            |
| CRびっくりぱちんこ戦国無双 MAX Edition                       | 2010年10月 | フルスペックST搭載機。                                                     |
| CRびっくりぱちんこ巨人の星                                   | 2011年2月  |                                                                            |
| CRびっくりぱちんこ銭形平次withチームZ                        | 2011年4月  |                                                                            |
| CRびっくりぱちんこ銀河鉄道999                                | 2011年8月  |                                                                            |
| CRびっくりぱちんこプロポーズ大作戦 あの娘のハートもキュイン2 | 2011年9月  | フィールズとの提携第1弾                                                    |
| CRびっくりぱちんこスケバン刑事                               | 2011年11月 |                                                                            |
| CRぱちんこ必殺仕事人IV                                       | 2011年12月 | 新枠「BIGサプライズ」初採用、「エアバイブ」を初搭載                        |
| CRぱちんこ超電磁ロボ コン・バトラーV                         | 2012年5月  | スタジアム枠                                                               |
| CRぱちんこウルトラマンタロウ 戦え!!ウルトラ6兄弟             | 2012年6月  |                                                                            |
| CRぱちんこAKB48                                              | 2012年8月  | 内規改定解除後、旧1種・2種混合機としての復活1号機                          |
| CRぱちんこ必殺仕事人 桜花乱舞                                | 2012年11月 |                                                                            |
| CRぱちんこ超電磁ロボ コン・バトラーV NEW SPEC2               | 2012年12月 |                                                                            |
| CRぱちんこ太王四神記                                         | 2012年12月 |                                                                            |
| CRぱちんこ冬のソナタFinal                                    | 2013年3月  |                                                                            |
| CRぱちんこウルトラマンタロウ 暗黒の逆襲                      | 2013年4月  | CRぱちんこウルトラマンタロウの兄弟機、ミドルスペックST搭載                 |
| CRぱちんこ必殺仕事人 お祭りわっしょい                        | 2013年9月  |                                                                            |
| CRぱちんこ仮面ライダーV3                                     | 2013年10月 |                                                                            |
| CRぱちんこ冬のソナタFinal Sweet Kiss Version                 | 2013年11月 | CRぱちんこ冬のソナタFinalの兄弟機、BIGサプライズ枠初の甘デジ機             |
| CRぱちんこコードギアス 反逆のルルーシュ                      | 2013年12月 |                                                                            |
| CRぱちんこキン肉マン 夢の超人タッグ編                        | 2014年5月  |                                                                            |
| CRぱちんこAKB48 バラの儀式                                   | 2014年8月  | デジパチ・羽根モノ混合タイプ                                               |
| CRぱちんこよしもとタウン                                     | 2015年1月  |                                                                            |
| CRぱちんこトランスフォーマー                                 | 2015年6月  | 新枠「Ultraサプライズ」初採用                                              |
| CRぱちんこ仮面ライダー フルスロットル                        | 2015年10月 |                                                                            |

### 2016年内規準拠機
| 機種名                                               | 発売年月   | 備考                                        |
| ---------------------------------------------------- | ---------- | ------------------------------------------- |
| CRぱちんこテラフォーマーズ                           | 2016年12月 |                                             |
| CRぱちんこ水戸黄門III                                | 2017年2月  | 初の小当たりRUSHタイム搭載、BIGサプライズ枠 |
| CRぱちんこ必殺仕事人V                                | 2017年5月  | 新枠「激震」初採用、新要件MAXタイプ         |
| CRぱちんこ魔法少女まどか☆マギカ                      | 2017年9月  | 台枠はULTRASTAR。BIGサプライズ枠仕様有り    |
| CRぱちんこ冬のソナタ Remember                        | 2018年6月  | Ultraサプライズ枠                           |
| CRぱちんこウルトラセブン2                            | 2018年7月  |                                             |
| CRぱちんこ仮面ライダー フルスロットル 闇のバトルver. | 2018年10月 | Ultraサプライズ枠                           |
| CRぱちんこAKB48-3 誇りの丘                           | 2018年12月 | オッケー.製                                 |

### 2018年改正規則準拠機
| 機種名                                               | 発売年月   | 備考 |
| ---------------------------------------------------- | ---------- | --- |
| Pぱちんこ必殺仕事人 総出陣                           | 2019年2月  | 6段階設定                                                                                                  |
| Pぱちんこ冬のソナタRemember Sweet Version            | 2019年4月  | 6段階設定、ULTRAサプライズ枠                                                                               |
| Pぱちんこ新・必殺仕置人                              | 2019年7月  | |
| Pぱちんこ劇場版 魔法少女まどか☆マギカ                | 2019年10月 | 台枠はULTRASTAR                                                                                            |
| PぱちんこAKB48 ワン・ツー・スリー!! フェスティバル   | 2019年12月 | |
| Pぱちんこ新・必殺仕置人 TURBO                        | 2020年8月  | 遊タイム搭載                                                                                               |
| Pぱちんこ仮面ライダー 轟音                           | 2020年9月  | オッケー.製、遊タイム搭載                                                                                  |
| Pぱちんこ劇場版 魔法少女まどか☆マギカ キュゥべえVer. | 2020年10月 | オッケー.製、台枠はULTRASTAR、遊タイム搭載                                                                 |
| Pぱちんこ冬のソナタ FOREVER                          | 2020年12月 | オッケー.製、遊タイム搭載                                                                                  |
| PぱちんこAKB48 桜 LIGHT Ver.                         | 2021年3月  | オッケー.製、遊タイム搭載                                                                                  |
| Pぱちんこ乃木坂46                                    | 2021年11月 | 遊タイム搭載                                                                                               |
| Pぱちんこキン肉マン3 キン肉星王位争奪編              | 2022年3月  | オッケー.製、遊タイム搭載                                                                                  |
| Pぱちんこ仮面ライダー 闇のライダーver.               | 2022年4月  | |
| Pぱちんこアズールレーン THE ANIMATION                | 2022年12月 | オッケー.製、コンプリート機能初搭載機種、遊タイム搭載                                                      |
| Pぱちんこ乃木坂46 トレジャースペック                 | 2023年3月  | |
| eぱちんこ新・必殺仕置人S                             | 2023年4月  | スマパチ、スマパチ専用新筐体「S」初採用、Cタイム搭載 2024年4月にラッキートリガー搭載スペック「超斬撃」発売 |
| Pぱちんこ乃木坂46 キュンキュンLIGHT ver.             | 2023年6月  | |
| スマートぱちんこソードアート・オンライン             | 2023年9月  | スマパチ、スマパチ初のV確ST機、S枠、Cタイム搭載                                                            |
| Pぱちんこ水戸黄門 超極上                             | 2023年11月 | |
| Pぱちんこ魔法少女まどか☆マギカ3                      | 2024年6月  | オッケー.製、ラッキートリガー搭載、P機専用新筐体「ベルーガ」初採用                                         |
| Pぱちんこアズールレーン THE ANIMATION 異次元トリガー | 2024年7月  | オッケー.製、ラッキートリガー搭載、ベルーガ枠                                                              |
| スマートぱちんこ仮面ライダー電王                     | 2024年9月  | スマパチ、ラッキートリガー搭載                                                                             |
| スマートぱちんこ 乃木坂46 II                         | 2024年10月 | スマパチ、一種二種初の「ヘソのみでの8個保留」搭載、Cタイム搭載                                             |
| Pぱちんこにゃんこ大戦争 多様性のネコ                 | 2024年11月 | オッケー.製、ラッキートリガー搭載、ベルーガ枠                                                              |
| スマートぱちんこソードアート・オンライン 閃光の軌跡  | 2024年12月 | スマートぱちんこソードアート・オンラインの兄弟機、ラッキートリガー搭載                                     |
| P冬のソナタ My Memory                                | 2025年2月  | オッケー.製、同時販売の甘デジ版はダイナム専用機（6段階設定）                                               |
| P俺の妹がこんなに可愛いわけがない。                  | 2025年3月  | オッケー.製、ラッキートリガー搭載、ベルーガ枠                                                              |
| e仮面ライダーBLACK                                   | 2025年5月  | スマパチ・デカヘソ機、ラッキートリガー搭載                                                                 |
| eマギアレコード 魔法少女まどか☆マギカ外伝            | 2025年7月  | スマパチ、ラッキートリガー3.0+搭載                                                                         |

出典：パチンコ機種情報（パチンコビレッジ）／機種インデックス（P-WORLD）

## パチスロ機種一覧
| 機種名                          | 発売年月   | 備考                        |
| ------------------------------- | ---------- | --------------------------- |
| ぱちスロAKB48                   | 2013年7月  | 新規参入                    |
| ぱちスロ必殺仕事人              | 2014年7月  |                             |
| ぱちスロAKB48 バラの儀式        | 2015年11月 |                             |
| ぱちスロテラフォーマーズ        | 2016年6月  | 以下、5.5号機               |
| ぱちスロ水戸黄門                | 2017年5月  |                             |
| ぱちスロ PSYCHO-PASS サイコパス | 2017年6月  |                             |
| ぱちスロ仮面ライダーBLACK       | 2017年8月  |                             |
| ぱちスロAKB48 勝利の女神        | 2017年9月  |                             |
| ぱちスロAKB48 エンジェル        | 2019年1月  | 5.9号機                     |
| ぱちスロゲッターロボ            | 2019年1月  | 業界初の6号機               |
| ぱちスロ冬のソナタ              | 2019年5月  | 5.9号機                     |
| ぱちスロ沖ハナ-30               | 2021年4月  | 6.1号機、オッケー.製        |
| ぱちスロ ギャグダー             | 2022年1月  | 6.2号機、型式名:Sギャグラー |
| ぱちスロにゃんこ大戦争 BIGBANG  | 2023年6月  | スマスロ、オッケー.製       |
| ぱちスロ乃木坂46                | 2023年8月  | 6.5号機、SUN SUN SUN製      |
| L仮面ライダー 7RIDERS           | 2024年1月  | スマスロ、SUN SUN SUN製     |
| Sご～やちゃんぷる～（-30）      | 2024年7月  | 6.5号機                     |
| L D4DJ Pachi-Slot Mix           | 2024年8月  | スマスロ                    |
| L新・必殺仕事人 回胴CRASH SPEC  | 2024年11月 | スマスロ                    |
| Lにゃんこ大戦争 超神速          | 2025年1月  | スマスロ                    |
| L仮面ライダー電王               | 2025年3月  | スマスロ、SUN SUN SUN製     |
| L ULTRAMAN                      | 2025年6月  | スマスロ                    |
| Lアズールレーン THE ANIMATION   | 2025年8月  | スマスロ                    |

出典：パチスロ機種情報（パチンコビレッジ）／機種インデックス（P-WORLD）

## 機種・台枠に関して

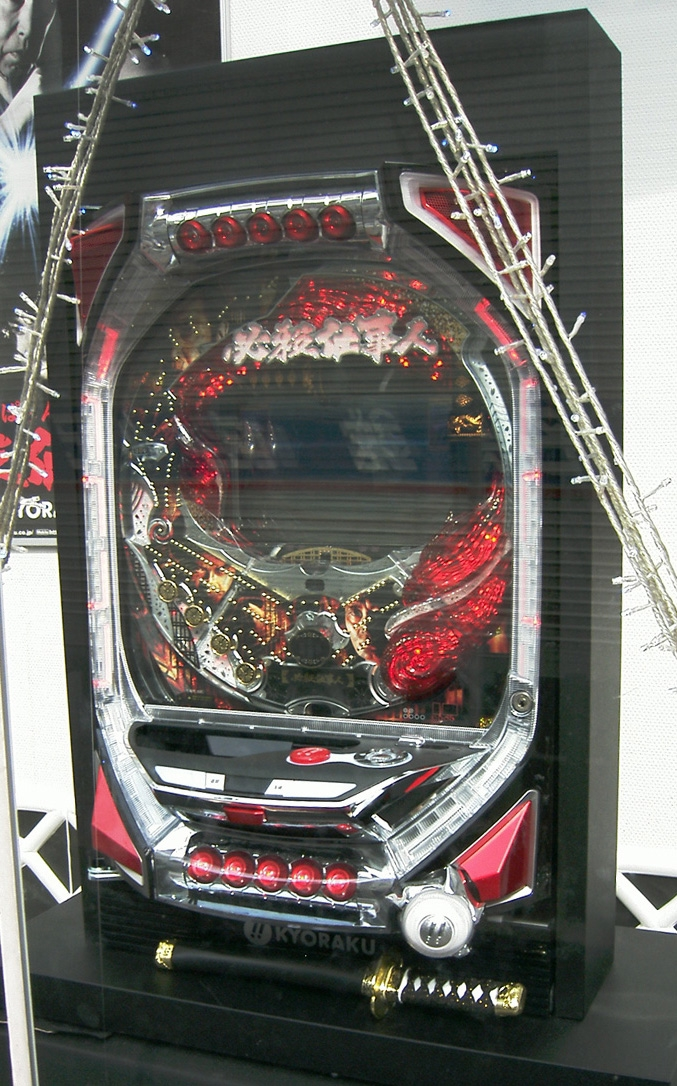
CRぱちんこ必殺仕事人III（2007年）

- かつてはパチンコ台の機種名に「フラワー」など花に関連したネーミングが多かったが、2004年に発表された「CRぱちんこイエローキャブ」からは「CRぱちんこ●●」と、平仮名で「ぱちんこ」と付ける表記が多い[注 3] [注 4]。
- リーチ状態で1周以上すれば、サウンドが変化して「大当り」か「その直前」しか出目は止まらないというスーパーリーチを、いち早くアイデアとして採用した先駆的メーカー（「ニュートランプカード/2」）。
- 「CRぱちんこ冬のソナタ2」から「CRびっくりぱちんこあしたのジョー」までは小当たり機能付きであったが、「CRぱちんこ必殺仕事人III竜バージョン」からは小当たり機能を搭載しなくなった。
- 一時期、ハンドルにバイブレータを搭載した台枠を採用した。機能は大当たり予告等で振動させたりしていた。
  - 後にバイブレーター予告が禁止され、ハンドルを使った予告は無くなっていたが、「CRぱちんこ必殺仕事人III」から採用した新台枠では「キュイン」という音とともにハンドルが激しく光る「P-フラッシュ予告」が搭載されている。この予告は後の機種にも搭載された。どの機種でも発生した時点で確変大当たり確定（羽根物の場合は16R確定）となる。また「CRぱちんこ冬のソナタ2」から、「キュイン」音が鳴ってもハンドルが光らない「P-サイレン」が搭載され、こちらは大当り確定予告（確変・通常）となっている。京楽のテレビコマーシャルでも、CMの最後にはこの予告の効果音が流れる。
  - 現在の機種では、「P-フラッシュ予告」以外にチャンスボタンの突起やハンドル部中央より風の送出などの演出も加えられている。
- 「CRぱちんこ冬のソナタ」では、2006年年初が発売だが、同年末にも異例のCM放映を行い「冬こそ冬ソナ」と題したキャンペーンを展開した。
- 2004年のパチンコ新基準設定にいち早く順応し、その特製を活かしつつ高めのゲーム性や楽しい演出を両立させた連チャン機「CRぱちんこウルトラセブン」、「CRぱちんこ水戸黄門」、「CRぱちんこ冬のソナタ」、「CRぱちんこウルトラマン」等の機種を相次いで発売。また、長い間噂されていた美空ひばりをモチーフとした機種（「CRぱちんこ華王美空ひばり」）も2006年10月に発売した。2009年12月には本格的に美空ひばりを主役としたCRぱちんこ爽快美空ひばり不死鳥伝説も発売した。
- かつての大ヒット羽根モノ機「玉ちゃんファイト」は、みなし機問題（※パチンコ#歴史を参照のこと）で2006年にやむなく撤去されるまで全国各地のホールで10年前後の長きにわたり稼動した。今でも根強い人気があることから、「たぬ吉君2」から受け継がれる躯体はほぼそのままに「がんばれ丸ちゃん」、「CRぱちんこたぬ吉くん」、「CRぱちんこ仮面ライダー」、「CR羽根ぱちんこウルトラセブン」などに活用されている。また玉ちゃん自身も、たぬ吉君と共に京楽のデジパチ機の多くで大当たり確定のプレミアキャラとして登場している。
- 「CRぱちんこウルトラセブン」の大ヒットは業界に大きな影響を与えた。その後も京楽の機種は演出の面白さや爆発力等で次々と大ヒットしており、三洋物産の「海帝国」の牙城を崩したといってもよい。なお他メーカーも京楽に続けと言わんばかりに様々な機種を出しているが、ほとんどが失敗に終わっている。しかし、2007年になるとSANKYOの「CRF倖田來未」など京楽を意識したと思われる他メーカーの機種が大ヒットとなっている。
- 三洋物産の「CRそば屋の源さん」はそのスペックや演出等が京楽の「CRぱちんこ必殺仕事人III」を強く意識していると思われる。国民的看板機種メーカーであった三洋物産までもが急激な方向転換を求められており、京楽の勢いはパチンコ業界の勢力図を塗り替えてしまった。
- ゼブラ柄をモチーフにしたリーチアクションを多くの機種で採用していて、「京楽といえばゼブラ」というくらいに有名。初登場は「CR必殺仕事人激闘編」での「ゼブラ泥棒」で、激アツの表示。大当たりが確定する機種とそうでない機種がある。
- 他のメーカーでボタン操作と言えば、予告・リーチ演出やモード選択等が殆どだが、京楽には裏ボタン攻略があり、客待ち中に押すとキャラが出て来る遊び心的な物や、ボタン押しを指示する所以外でリーチ中や再抽選時等にタイミング良く押す、連打等する事により、成功すれば信頼度アップ、大当りや確変確定といった演出が多く含まれている。特に「CRぱちんこ必殺仕事人III」はバリエーションが豊富で、簡単な物から難易度の高い物まで多彩である（内容は「CR必殺仕事人III」を参照）。因みに裏ボタン攻略が成功するのは一部を除き、基本は内機的に確変大当りが決定している時であり、ハズレ、単発大当りでは成功しない。また、失敗したからといってハズレ、単発確定ではない。無論、連打したからと言ってハズレ、単発が確変に変わる事は絶対に無い。
- 「CRぱちんこ冬のソナタ2」の発表予告CMを2007年末から放送。デビュー約4ヶ月前からのCMはこの業界では極めて異例であり、本当にホールへ導入されるのかという遊技者の不安も仰いだ。また当初2008年4月7日を予定していた「CRぱちんこ冬のソナタ2」の導入開始日を、“ヨン”がふたつ並ぶ日にちなんで4月4日に変更した（一部の地域を除く）。
- 2009年に、通常時の大当りの潜伏確変率が高く電チュー入賞時の連チャン率を高めた通称「進化系ぱちんこ」を積極的にリリースし、2010年はそれを改良した「びっくりぱちんこ」をリリースしている。

## イメージガール

### ミス・サプライズ
「ミス・サプライズ」とは、京楽産業の掲げる「MORE SURPRISE!!～皆様に喜び、驚き、発見、感動を提供し続ける～」という企業メッセージを、より広く多くの遊技者に伝えるために活動する京楽のキャンペーンガール。
2001年9月から2010年3月まで、基本的に１年間の任期で女性タレントを起用していた。
- 小池栄子　（初代   2001年9月 - 2002年8月）
- MEGUMI　（2代目 2002年9月 - 2003年8月）
- R.C.T.　　（3代目 2003年9月 - 2004年8月）
- 小倉優子　（4代目 2004年9月 - 2006年3月）
- 夏川純　　（5代目 2006年4月 - 2007年3月）
- 川村ゆきえ（6代目 2007年4月 - 2008年3月）
- 南明奈　　（7代目 2008年4月 - 2010年3月）

### ゼブラ天使 キュインキュイ〜ン
2010年4月、ミス・サプライズに代わりSKE48のメンバーから3名（出口陽・高田志織・小野晴香）を起用して「ゼブラ戦隊」を結成、その後ゼブラ戦隊の3名と平田璃香子・古川愛李を起用して、新たなキャンペーンユニット・「ゼブラ天使 キュインキュイ〜ン」を結成した。なお、2012年3月をもって、きキュインこと小野晴香がSKE48を卒業したため、小野を除いた4名で活動していた。主な活動は、京楽産業.の公式ホームページ内で公開されている「サプライズチャンネル」への出演、連載のほか、パチンコホールで行われるイベント出演など。また『漫画パチンコ777』では、十神真による漫画化作品『今日も天使のお仕事中!!』が連載された。

#### ゼブラエンジェル
2012年、「ゼブラ天使 キュインキュイ～ン」がユニット名を「ゼブラエンジェル」と改名（全てカタカナ表記）し、メンバーも結成時の5名から、ラッキーセブンを意味する7名（謎のプレミアムメンバー1名を追加して計8名）にした。メンバーは出口・高田・古川・桑原みずき・佐藤聖羅・梅本まどか・小林亜実・鬼頭桃菜。
その後5人が卒業したため、2014年に新メンバーを補充、矢方美紀・斉藤真木子・山下ゆかり・竹内舞の4人が加入して7人体制となった。さらに2015年春に2人が卒業、2015年6月に山内鈴蘭と辻のぞみが加入。2015年11月から翌3月にかけても3人卒業したため、2016年4月に須田亜香里、石田安奈、谷真理佳が加入した。さらに2017年2月から5月にかけて3人が卒業したため、同年6月に大場美奈、木本花音、佐藤佳穂が加入した。木本の卒業に伴い、2018年3月に荒井優希が加入し、衣装も一新された。
| カラー                | レッド                      | ブルー                        | グリーン                      | パープル                      | イエロー                          | オレンジ                        | ピンク                      | ブラック                      |
| 2012年7月 - 2014年6月 | しーたんレッド （高田志織） | あきすんブルー （出口陽）     | あいりんグリーン （古川愛李） | せぇ～らパ～プル （佐藤聖羅） | うめちゃんイエロー （梅本まどか） | こあみオレンジ （小林亜実）     | ももにゃピンク （鬼頭桃菜） | かつおブラック （桑原みずき） |
| 2014年7月 - 2015年6月 | みきてぃレッド （矢方美紀） | まっきいブルー （斉藤真木子） | あいりんグリーン （古川愛李） | ゆかぴパープル （山下ゆかり） | うめちゃんイエロー （梅本まどか） | こあみオレンジ （小林亜実）     | まいまいピンク （竹内舞）   | ―                             |
| 2015年6月 - 2016年3月 | みきてぃレッド （矢方美紀） | まっきいブルー （斉藤真木子） | らんらんグリーン （山内鈴蘭） | ゆかぴパープル （山下ゆかり） | うめちゃんイエロー （梅本まどか） | のんたオレンジ （辻のぞみ）     | まいまいピンク （竹内舞）   | ―                             |
| 2016年4月 - 2017年5月 | みきてぃレッド （矢方美紀） | まっきいブルー （斉藤真木子） | らんらんグリーン （山内鈴蘭） | たにパープル （谷真理佳）     | あんにゃイエロー （石田安奈）     | だーすーオレンジ （須田亜香里） | まいまいピンク （竹内舞）   | ―                             |
| 2017年6月 - 2018年2月 | みなるんレッド （大場美奈） | まっきいブルー （斉藤真木子） | らんらんグリーン （山内鈴蘭） | たにパープル （谷真理佳）     | かのんイエロー （木本花音）       | だーすーオレンジ （須田亜香里） | かほピンク （佐藤佳穂）     | ―                             |
| 2018年3月 -           | みなるんレッド （大場美奈） | まっきいブルー （斉藤真木子） | らんらんグリーン （山内鈴蘭） | たにパープル （谷真理佳）     | ゆきちゃんイエロー （荒井優希）   | だーすーオレンジ （須田亜香里） | かほピンク （佐藤佳穂）     | ―                             |

## プレミアムとして使われるキャラクター
- 玉ちゃん
- たぬ吉くん
- パチまげ君（ハックベリーのパチンコゲームのキャラクター）
- ケロット（山佐のスロット機のキャラクター）

ほかに機種独自のキャラもある（冬ソナのアザラシ、仕事人の竜、仮面ライダーの蜂女など）。

## 提供番組
- P-1 パチとも倶楽部（テレビ大阪制作、同局を中心に関西UHF局ほかにネット受け、カラー表示ながら各社扱いで提供）
- スーパーアニメイズムTURBO（毎日放送制作、PT）
- 仮面ライダーシリーズ（テレビ朝日系列、2007年4月以降）

### 過去の提供番組
- ノイタミナ（フジテレビ系、2012年4月から2017年3月まで地上波の全ネット局のみPT扱いでCM[注 5]）
- HEY!HEY!HEY! MUSIC CHAMP（フジテレビ系）
- AKB0じ59ふん!（日本テレビ）
- 優子がゼッタイ!（中京テレビ）
- SAKAE TA☆RO（中京テレビ、2009年6月に番組終了）
- パワー☆プリン（TBS系、2013年8月に番組終了）
- 真マジンガー 衝撃! Z編（テレビ東京）
- ウェルカムTV（同系・一社提供番組）
- スター姫さがし太郎（同系・一社提供番組）
- バカソウル（同系）
- 地元応援バラエティ このへん!!トラベラー（放送エリア毎に系列は異なる[注 6]）
- BS吉テレ（BS日テレ、2015年9月に番組終了）
- ノリで行こう!!（2015年9月に番組終了）
- 噂の現場直行ドキュメン ガンミ!!（TBS系、2015年3月に番組終了）
- 乃木坂って、どこ?（テレビ愛知制作・テレビ東京系列、2015年4月12日に番組終了）
- ニッポン元気計画! 眠れるスター目覚ましバラエティ“ハックツベリー”（テレビ東京系、2015年9月に番組終了）

他多数

## スポンサー活動
- 2006年秋まではプロレスラーの亀田三兄弟をスポンサードしており、プロデビューした亀田興毅、亀田大毅はその間は試合中に「KYORAKU」のロゴが入ったパンツを着用していた。その後は、[いつ?]ハッスルをスポンサードしていた。

## 「CRぱちんこおぼっちゃまくん」騒動
2009年に発売された「CRぱちんこおぼっちゃまくん」は、漫画『おぼっちゃまくん』作者の小林よしのりが、著書などで極右・嫌韓思想を主張していたことから、「小林作品のパチンコ化は、パチンコ業界と関係が深いとされる朝鮮に対し問題ではないか」と賛否両論となった。
この騒動については「CRぱちんこおぼっちゃまくん#パチンコ批判をめぐる問題」を参照。